# Augustin Malroux
Pour les articles homonymes, voir Malroux.
Augustin Malroux est un homme politique socialiste et un résistant français, né le 5 avril 1900 à Blaye-les-Mines, dans le Tarn et mort en déportation le 10 avril 1945 au camp de concentration de Bergen-Belsen.

## L'ascension politique
Fils d'un ouvrier mineur très marqué par la pensée de Jean Jaurès, Augustin Malroux fit ses études à l'école primaire supérieure (collège) d'Albi, puis à l'école normale d'instituteurs de Toulouse. Après son service militaire (1920 à 1922), il est en poste dans le Tarn de 1923 à 1936 avec son épouse Paule Mauriès, elle-même institutrice.
Les documents étudiés jusqu'ici par les historiens ne permettent pas de déterminer quand il adhère à la Section française de l'Internationale ouvrière (SFIO). Il est en revanche avéré qu'il fonde en 1928 la section socialiste de Lafenasse dont il occupe le poste de secrétaire. Il participe à tous les congrès de la fédération du Tarn. Au congrès national de la SFIO, tenu à Paris en juillet 1933, il soutient Léon Blum et s'oppose à Adrien Marquet et Marcel Déat. Le 4 février 1934, il devient secrétaire de la fédération du Tarn.
En mai 1935, il est élu maire de sa commune natale. L'année suivante, il est élu député du Tarn et devient membre de la Commission administrative permanente, organe décisionnaire de la SFIO à l'époque. Il effectue plusieurs visites en Aveyron, dans la Haute-Garonne, dans l'Hérault et même dans la région d'Oran, en avril 1937, pour appuyer les socialistes locaux. Son voyage en Algérie lui vaut d'être durement critiqué par certains journaux, car il manifeste son anticolonialisme.
En décembre 1938, il dépose un amendement à la Chambre des députés pour exonérer de taxes les exportations de blé vers l'Espagne républicaine. En février 1940, il dénonce la partialité de la censure qui autorise la publication d'appels au meurtre explicites contre Léon Blum et d'atteintes à la laïcité. Il est alors pris à partie par quelques députés de droite et d'extrême droite, notamment Philippe Henriot.

## Héros et martyr de la Résistance
Le 10 juillet 1940, il est l'un des quatre-vingts parlementaires qui votent contre l'attribution des pleins pouvoirs au maréchal Pétain. Il écrit à sa femme et ses enfants :  « J'ai été élevé dans l'amour de la République. Aujourd'hui, on prétend la crucifier. Je ne m'associe pas à ce geste assassin. » En septembre 1940, il participe à la fondation du Comité d'action socialiste (CAS) pour la zone Nord occupée, offre son domicile parisien pour les réunions clandestines, puis assure la liaison entre le CAS Nord et le CAS Sud, fondé lui par Daniel Mayer. En mai, puis en décembre 1941, il participe aux réunions du CAS Sud. Il travaille activement avec Suzanne Buisson et Édouard Froment.
Augustin Malroux veille également à maintenir le contact avec les députés socialistes internés ou incarcérés. Il informe de ses activités Louis Noguères, autre député SFIO ayant voté contre les pleins pouvoirs, et assigné à résidence par le régime de Vichy.
Dès 1940, il est chargé d'établir le lien entre Libération-Nord et Libération-Sud. En 1942, ce mouvement le charge de créer un groupe de combat.
À la fin de 1941, il participe à la reconstitution clandestine du Syndicat national des instituteurs (SNI, alors membre de la CGT), dans un réseau d'enseignants fondé par Georges Lapierre, ancien secrétaire général du SNI (mort à Dachau). Ce réseau s'intègre dans la confrérie Notre-Dame. Enfin Augustin Malroux adhère à l'Organisation civile et militaire.
Arrêté le 2 mars 1943 à Paris, Augustin Malroux est incarcéré à Fresnes. Le 15 septembre 1943, il est déporté en Allemagne. D'abord détenu dans le camp de Neue Bremm, il est ensuite transféré dans les prisons de Francfort, Kassel, Halle et Berlin, puis détenu à Sachsenhausen (Kommando de Bad-Saarow), non loin de Berlin, d'octobre 1943 à février 1945. Il est alors transféré dans le camp de Bergen-Belsen, dans le nord-ouest de l'Allemagne, où il meurt le 10 avril.
Sa mort n'est certifiée que quelques semaines plus tard. Entre-temps, la SFIO tarnaise en a fait sa tête de liste pour les élections municipales à Carmaux. Il est proclamé maire le 17 mai 1945.

## Famille
Il est le père de Claire Malroux (née en 1925), poétesse et traductrice et d'Anny Malroux (née en 1930), qui a publié en 1991 Avec mon père Augustin Malroux.

## Décoration
- Médaille de la Résistance française avec rosette (décret du 24 avril 1946)[4]

## Hommages
En avril 1946, une plaque est apposée sur la façade de son immeuble à Paris, au 2 rue Pétel, dans le 15e arrondissement. Robert Verdier prononce un discours à cette occasion. Un monument est ensuite inauguré à Albi en présence de Michelle Auriol, Jean Biondi et Daniel Mayer.
Plusieurs rues de villes tarnaises portent son nom ainsi que le collège de Blaye-les-Mines, sa ville natale, inauguré en 1990 par Lionel Jospin, alors ministre de l'Éducation nationale.